# Plumarella dichotoma
Plumarella dichotoma is een zachte koraalsoort uit de familie Primnoidae. De koraalsoort komt uit het geslacht Plumarella. Plumarella dichotoma werd in 2004 voor het eerst wetenschappelijk beschreven door Cairns & Bayer. 